# Орнавасо
Орнава̀со (на италиански: Ornavasso; на немски: Urnafasch, Урнафаш, на местен диалект: Urnavass, Юрнавас, на пиемонтски: Ornavass, Орнавас) е малко градче и община в Северна Италия, провинция Вербано-Кузио-Осола, регион Пиемонт. Разположено е на 215 m надморска височина. Населението на общината е 3419 души (към 2010 г.).